# Lucia Ripamonti
Irmana Lucia de la Imaculada Ripamonti (Acquate, 26 de mayo de 1909-Brescia, 4 de julio de 1954) o según su nombre secular Maria Ripamonti, fue una religiosa católica italiana, miembro de las Siervas de la Caridad venerada como beata en la Iglesia católica.

## Beatificación
La causa de su beatificación se abre el 1 de diciembre de 1992 en Brescia. La investigación diocesana finaliza-se el 10 de noviembre de 1995. Despuès, el enquete es enviado a Roma para que la Congregación para las Causas de los Santos lo estudie. El Papa Francisco procede, el 27 de febrero de 2017, al reconocimiento de sus virtudes heroicas, dándole así el título de venerable.
Su beatificación se llevó a cabo el 23 de octubre del 2021.